# Projekt 183R
Projekt 183R (NATO-rapporteringsnamn Komar-klass) var världens första robotbåtar och var också de första fartyg att sänka ett annat fartyg med sjömålsrobotar. Den är baserad på motortorpedbåten Projekt 183 Bolsjevik från andra världskriget och byggdes under 1950- och början av 1960-talet innan den börjades ersättas av Projekt 205 Tsunami.

## Historia
Införandet av robotbåtar innebar en revolutionerande förändring av sjökriget; Nu hade även små länders flottor möjlighet att anfalla och sänka stora stridsfartyg.

### Sänkningen av INSEilat
21 oktober 1967, under sexdagarskriget, patrullerade den israeliska jagaren INS Eilat (f.d. HMS Zealous) utanför Port Said för att hindra enheter ur Egyptens flotta att lämna hamnen. I hamnen fanns två egyptiska robotbåtar varav den ena avfyrade sina båda robotar mot Eilat med två minuters mellanrum. Båda robotarna träffade och förvandlade Eilat till ett brinnande vrak. När fartyget efter 50 minuter ännu inte sjunkit avfyrade även den andra robotbåten sina robotar mot Eilat och sänkte henne.

## Konstruktion
Projekt 183R var en enkel konstruktion. Träbordläggning och spant, överbyggnad och robottuber av lättmetall. Elektroniken bestod av en enkel rörbaserad radar, igenkänningssystemet Nikel-Krom, en VHF-radio och en gyrokompass. Inredningen var spartansk utan luftkonditionering eller andra bekvämligheter (varianten Projekt 183A hade värmesystem). Båtarna klarade inte av hårt väder då de tunga robotarna gjorde tyngdpunkten farligt hög och de stora robottuberna utgjorde ett stort vindfång.

## Varianter
Projekt 183E
Två prototyper ombyggda av äldre motortorpedbåtar.
Projekt 183R
Produktionsmodell.
Projekt 183A
Modell med värmesystem och defroster för norra flottan.
Projekt 183TK
Experimentmodell med gasturbiner. En byggd.
Projekt 183RU
Planerad uppgradering med sjömålsroboten P-15U och modernare robottuber. Ej genomförd.
Projekt 183T
Båtar ombyggda till fjärrstyrda målfartyg.
Typ 024 Hegu
Kinesiskt tillverkad kopia med stålskrov.

## Användare
- Sovjetunionens flotta – Mellan 100 och 150 båtar byggda. Sista fartyget avrustades 1975.
- Algeriets flotta – Sex begagnade fartyg köpta från Sovjetunionen 1962. Avrustade och skrotade mellan 1982 och 1986.
- Bangladeshiska flottan – Fyra fartyg, Durbar, Duranta, Durvedya och Durdam levererades från Kina 1983. En sjönk under en storm 1991 varvid ytterligare två levererades från Kina. Den ena fick namnet Uttal och den andra övertog sin föregångares namn.
- Egyptens flotta – Tolv fartyg levererade från Sovjetunionen under 1960-talet. De kom till god användning under sexdagarskriget, men endast tre överlevde oktoberkriget varav en avrustades omedelbart efter kriget. De två kvarvarande, 603 och 607, avrustades och placerades i malpåse 1986, men återaktiverades tillfälligt under Operation Desert Storm. De är fortfarande i malpåse.
- Indonesiska flottan – Tolv begagnade sovjetiska fartyg levererade 1962. Det tropiska klimatet gick hårt åt träskroven och samtliga var skrotade 1969.
- Irakiska flottan – Tre fartyg levererade från Sovjetunionen 1976 och ytterligare två 1980. Samtliga sänktes under Iran–Irak-kriget, de flesta 29 november 1980.
- Folkets befrielsearmés flotta – 23 båtar levererades i början av 1960-talet. Konstruktionen kopierades och över hundra båtar med stålskrov (Hegu-klass) tillverkades i Kina. Ett fyrtiotal är fortfarande i tjänst i varierande skick.
- Koreanska folkflottan – Åtta båtar levererade från Sovjetunionen på 1960-talet och två båtar från Kina på 1970-talet. De sovjetiska fartygen renoverades på 1980-talet och fick stålskrov. Alla fartyg är officiellt fortfarande i tjänst, men används inte.
- Pakistans flotta – Fyra fartyg, Haibat, Jalalat, Jurat och Shujaat, levererade från Kina 1981. Samtliga är nu antingen skrotade eller i malpåse.
- Syriska flottan – Tolv fartyg levererade från Sovjetunionen på 1960-talet. Sex överlevde oktoberkriget varav en skrotades 1987. De övriga fem renoverades 1990 och är fortfarande i tjänst.
- Vietnams flotta – Fem eller sex fartyg levererade under 1960-talet. De var ett ständigt hot mot amerikanska flottans operationer i Tonkinbukten under Vietnamkriget, men de gick sällan till sjöss. Efter kriget skrotades ett fartyg och dess sjömålsrobotar flyttades till det erövrade sydvietnamesiska fartyget Pham Ngu Lao. Övriga skrotades under 1980-talet.